# Kazanlak Peak
Kazanlak Peak är en bergstopp i Antarktis. Den ligger i Sydshetlandsöarna. Argentina, Chile och Storbritannien gör anspråk på området. Toppen på Kazanlak Peak är 319 meter över havet.
Terrängen runt Kazanlak Peak är varierad. Havet är nära Kazanlak Peak åt nordost. Trakten är obefolkad. Det finns inga samhällen i närheten. 

## Bildgalleri

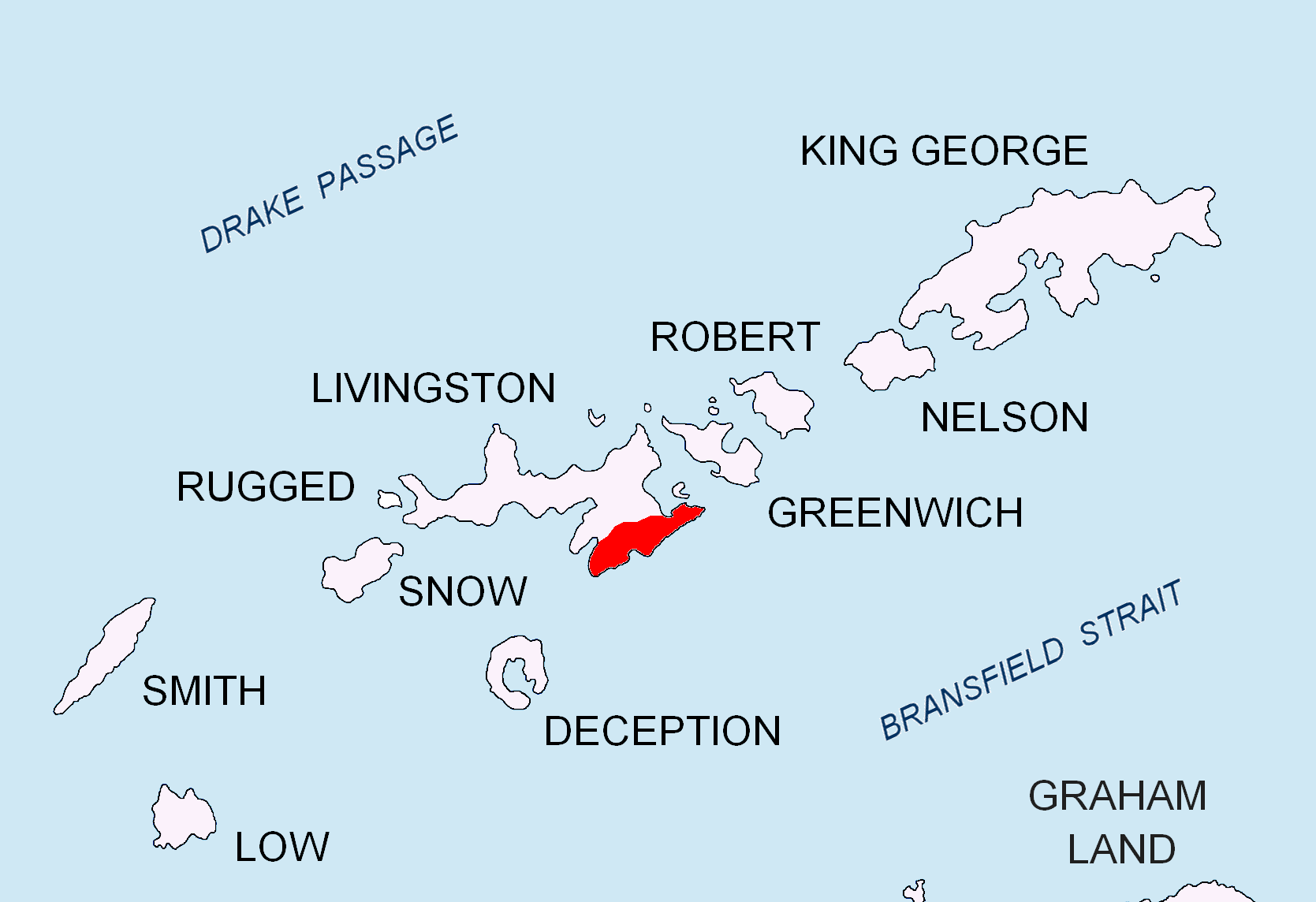
Karta
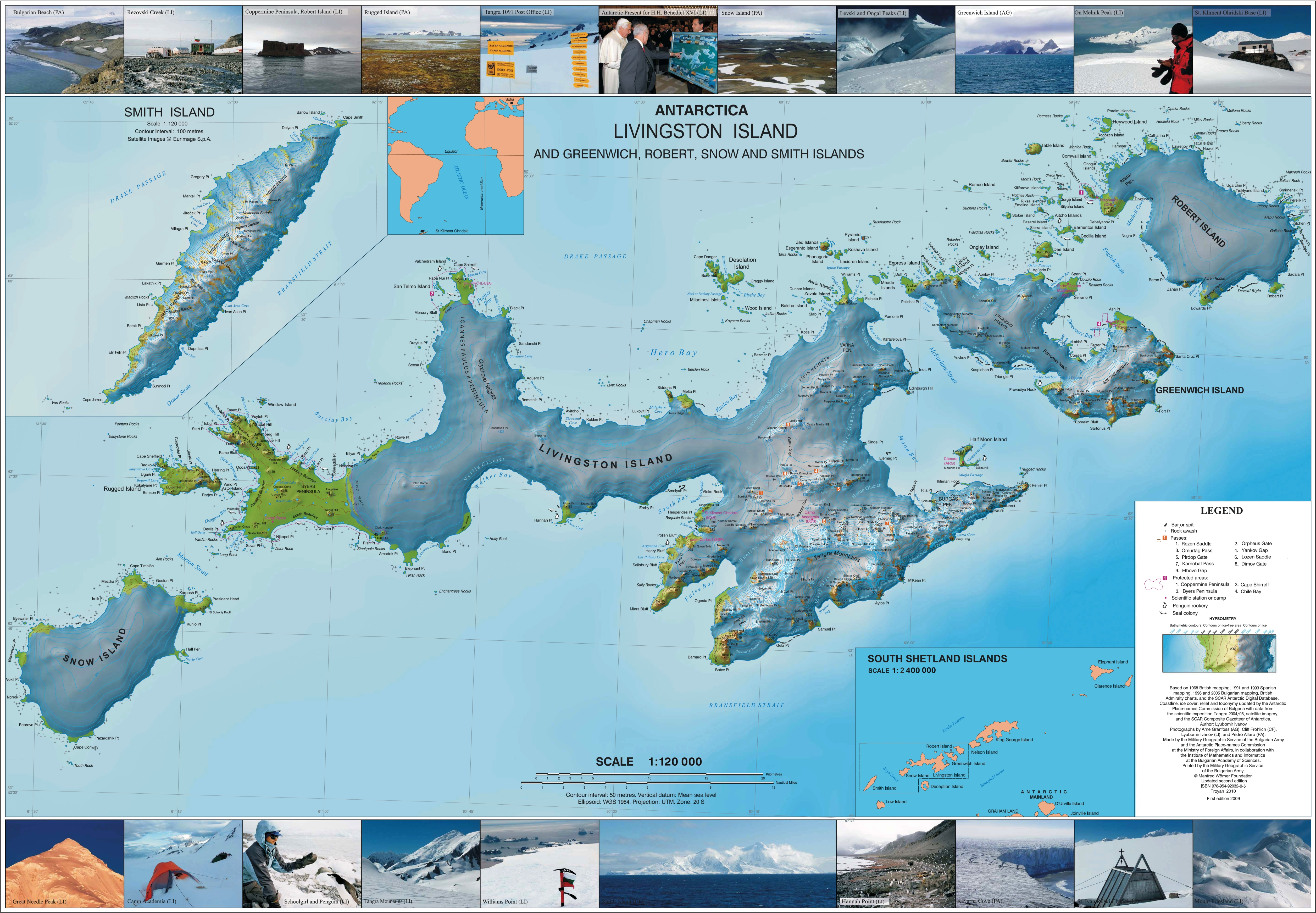
Karta
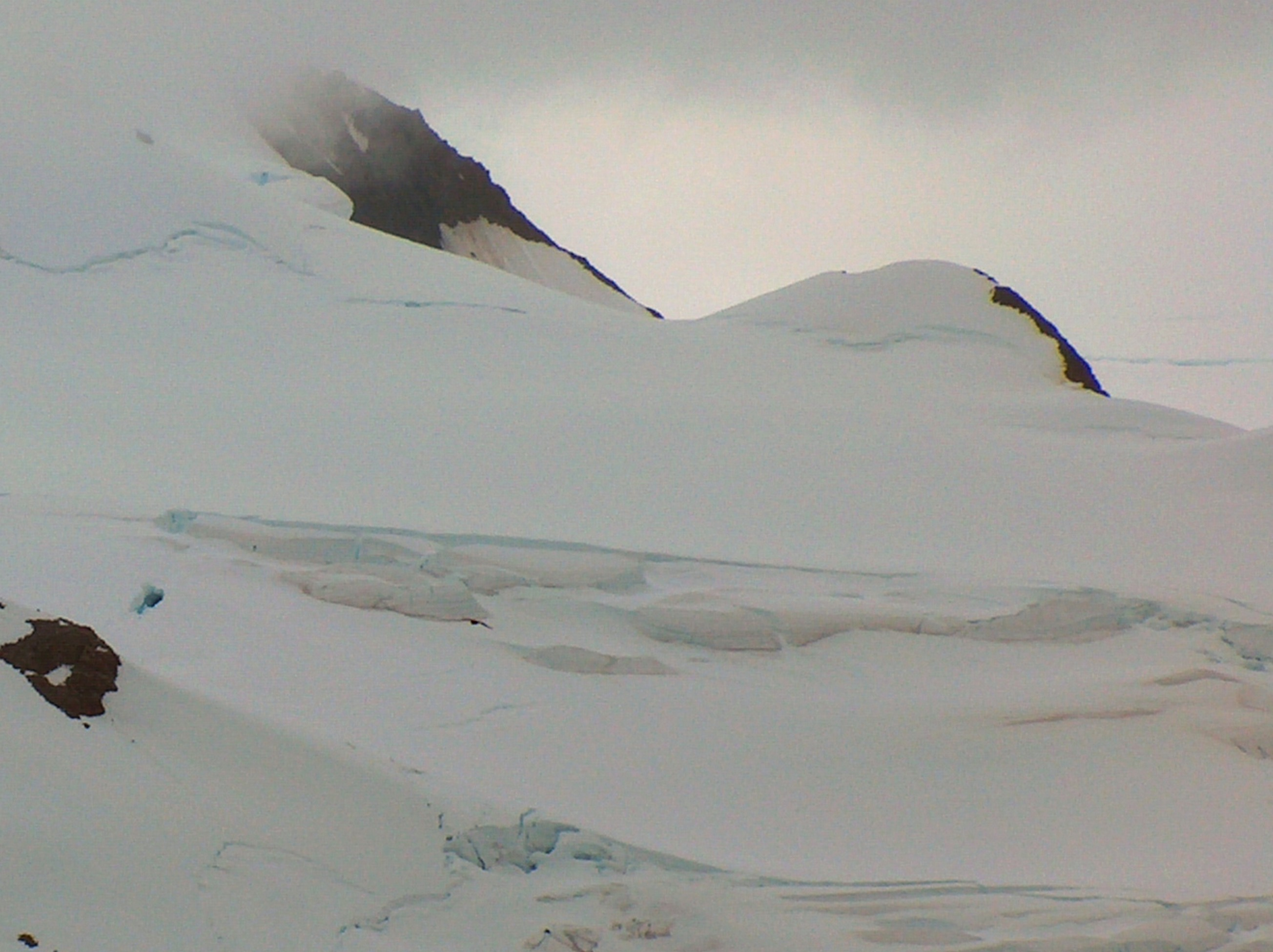
Kazanlak Peak